# Подвысокое (Кировоградская область)
Подвысо́кое (укр. Підвисоке) — село, центр Подвысоцкой сельской общины Голованевского района Кировоградской области Украины.
Население по переписи 2001 года составляло 2207 человек. Почтовый индекс — 26122. Телефонный код — 5255. Код КОАТУУ — 3523684201.
В селе родился Герой Советского Союза Антон Сливка.

## История
В XIX веке село Подвысокое было волостным центром Подвысокской волости Уманского уезда Киевской губернии. В селе была Рождество-Богородицкая церковь. В 1923—1931 и 1935—1959 годах — административный центр Подвысоцкого района. После его упразднения вошло в состав Новоархангельского района. В 2020 году село стало центром Подвысоцкой сельской общины Голованевского района